# 路陷

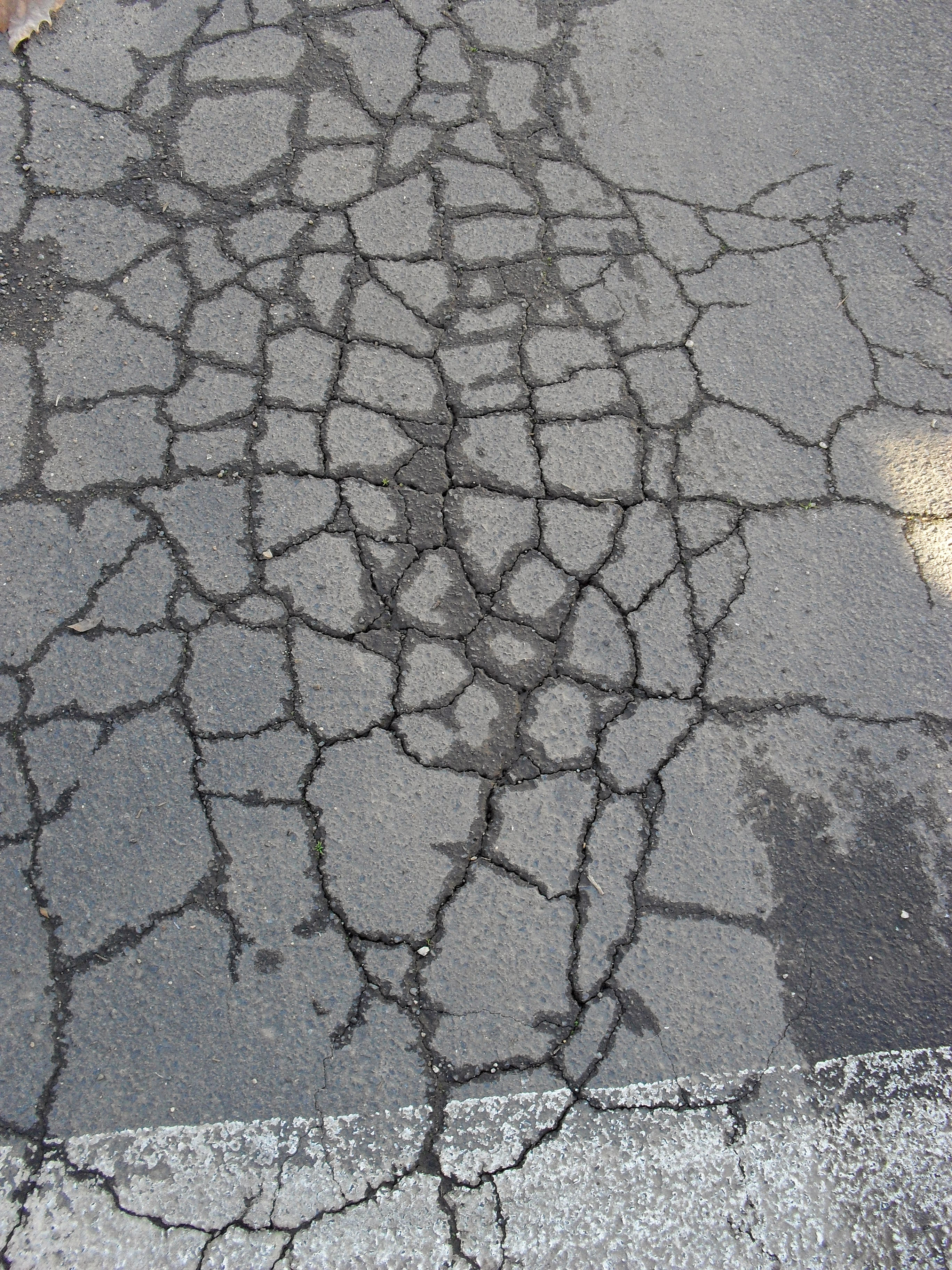

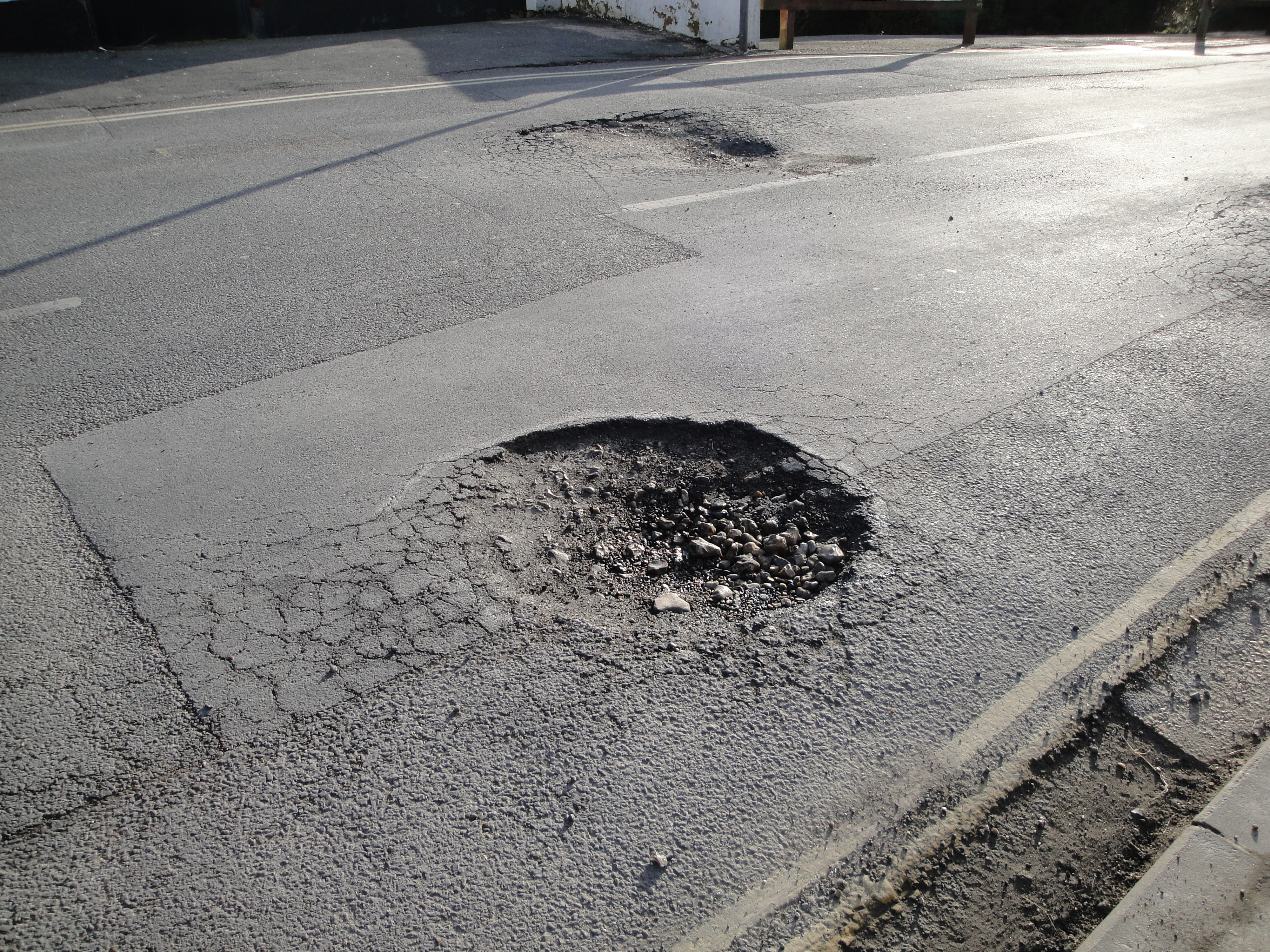

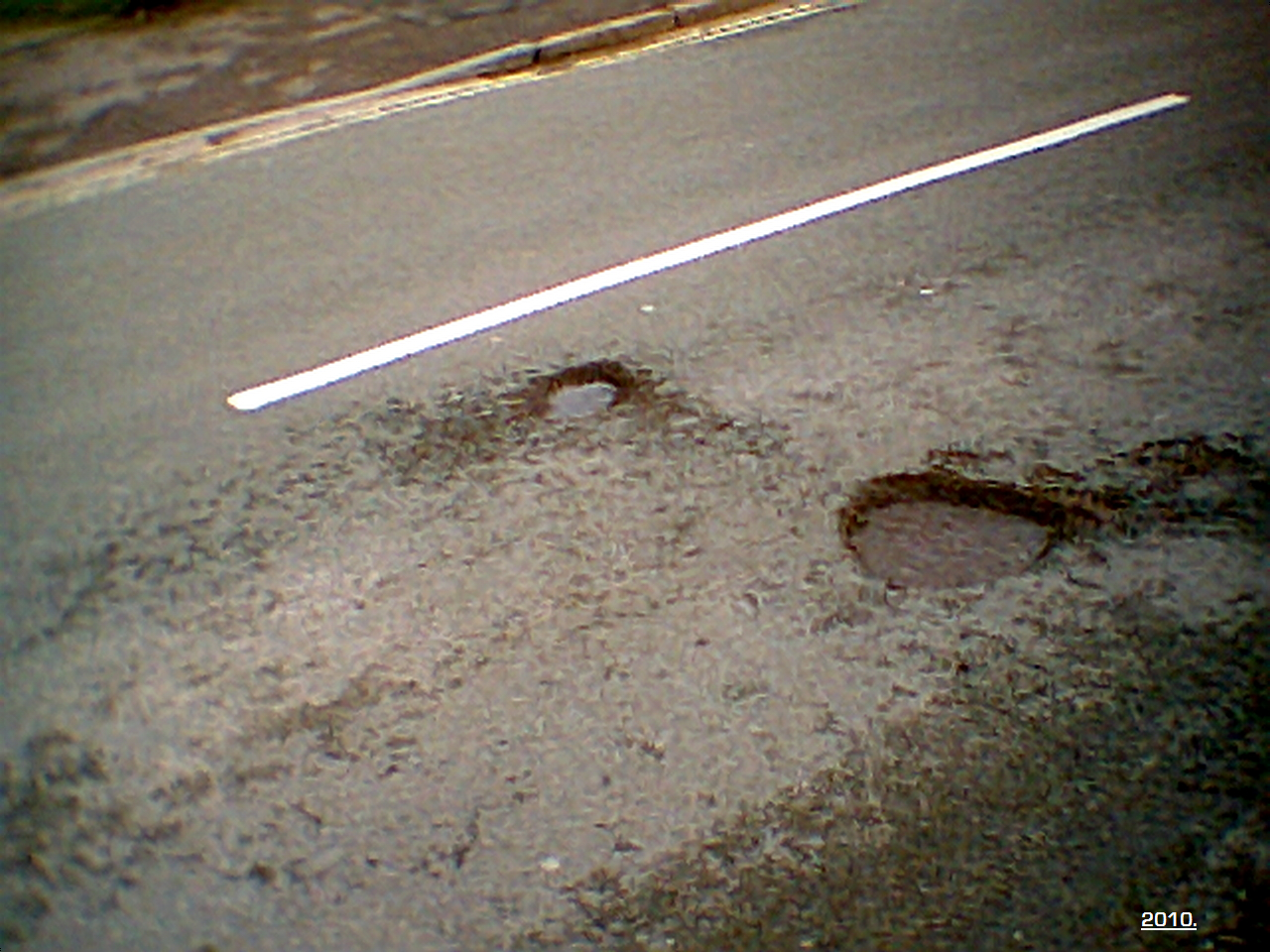

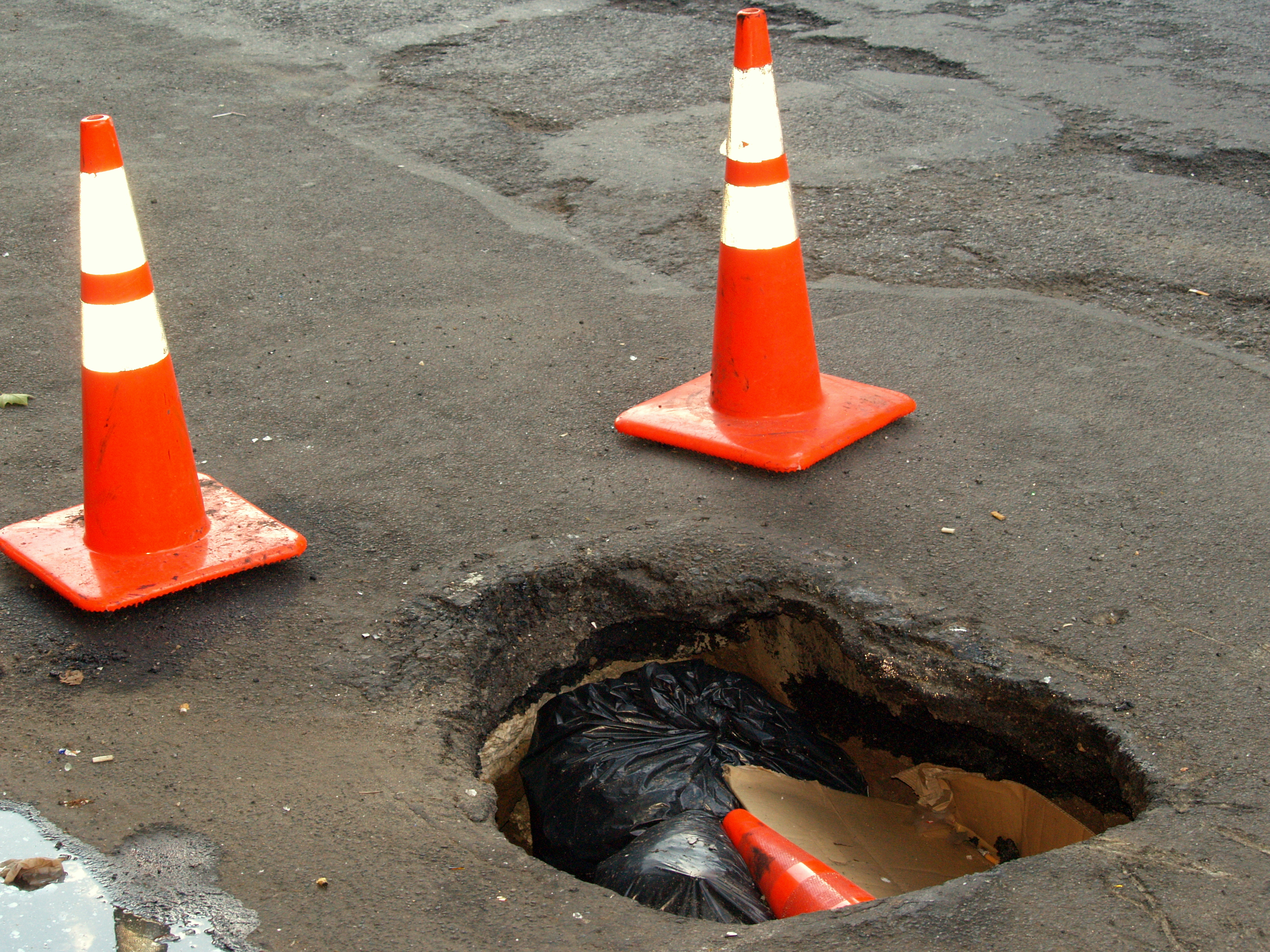
出現在紐約市東村第二大道的一個大坑洞，攝於2008年。

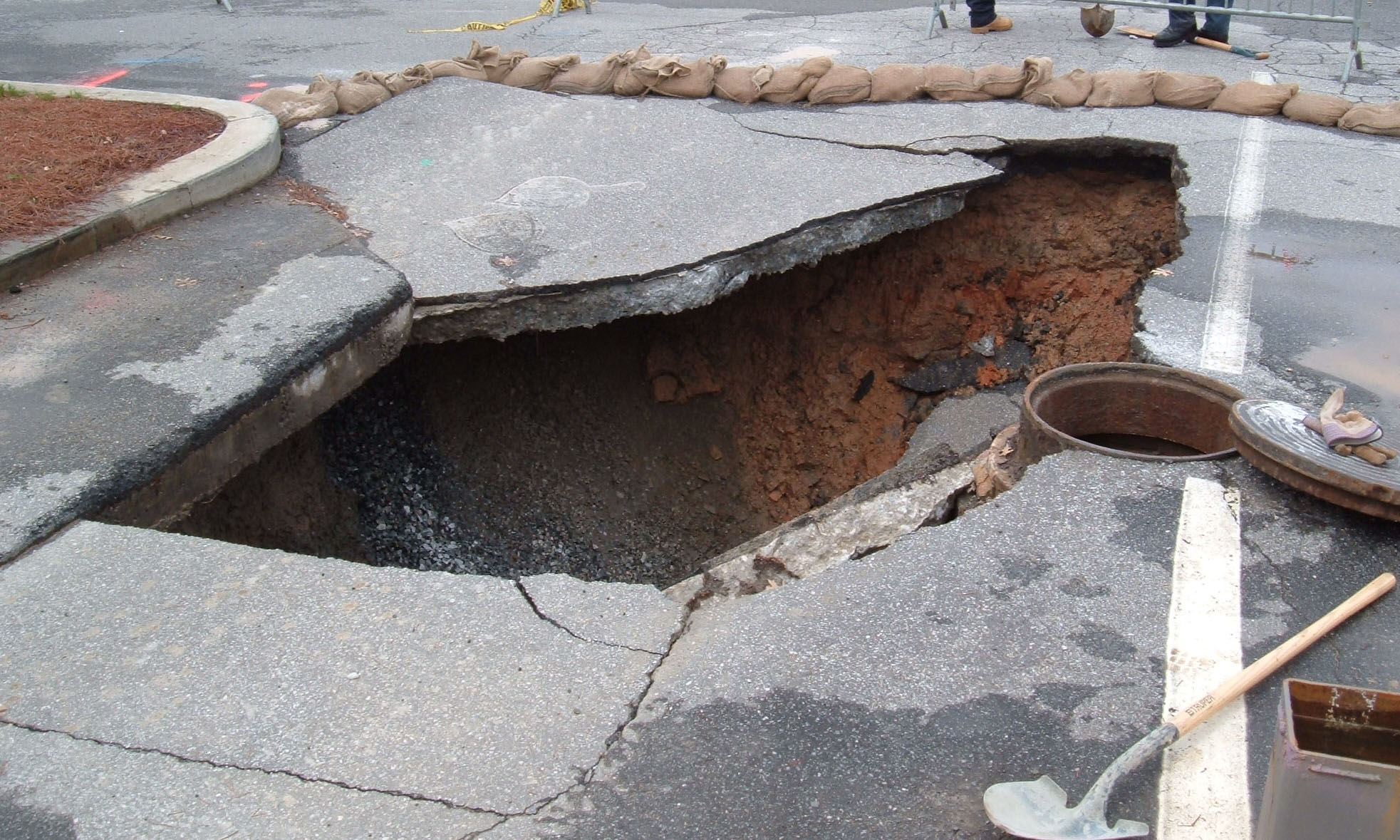
路陷可算是一種比較小規模的沉洞。

路陷（英語：pothole，又譯壺洞、凹坑、坑洞、地穴、壺穴）是指瀝青路面出现结构崩坏的现象，一般车辆经年累月通过有关区域造成。一開始時可能只是路面出現裂痕，導致雨水有機會滲入路面底下，當底部用于支撑路面的泥土被沖走，加上車輛在路面持續行走，裂痕便有機會擴大至小型的凹坑，如未獲處理，凹坑會隨着每次有車輛在上面經過而逐漸變深變大。
另一個情況可以是道路底下的水管爆裂，導致大量泥土在短時間內被沖走。大型路陷其面積大到可以吞嚥整部巴士，外媒在英文報章重新定義為（英語：sinkhole）。

## 公眾成本
據美國汽車協會估計，在2016年的前5年內，1,600萬名駕駛者在美國曾經因為壺洞，導致汽車有不同程度的損毀，包括爆胎、輪殼變形、避震受損等，涉及30億美元的損失。在印度，2015至2017年間，平均每年就有3,000人在壺洞導致的車禍中喪生。英國亦有估計每年全國用於維修壺洞的開資高達12億英鎊的公帑。

## 在流行文化中

### 歌曲
披頭四乐队的歌曲《生命中的一天》有提及壺洞。约翰·列侬在寫這首歌的歌詞時受《每日郵報》的一則新聞所啟發，當中寫到蘭開夏郡布萊克本的道路上有4,000個壺洞，相當於每人二十六分之一的洞。按比例計算，英國的道路上便有200萬個洞，倫敦有30萬個洞。